# ECW on TNN
ECW on TNN은 오리지널 ECW의 주간 TV 쇼이다.

## 같이 보기
- ECW 하드코어 TV